# الزانو لامباردو
الزانو لامباردو (به ایتالیایی: Alzano Lombardo) یک سکونتگاه مسکونی در ایتالیا است که در استان برگامو واقع شده‌است.

## خصوصیات
الزانو لامباردو ۱۳٫۴۳ کیلومترمربع مساحت و ۱۲٬۰۶۵ نفر جمعیت دارد و ۳۰۴ متر بالاتر از سطح دریا واقع شده‌است.